# The Freaks
The Freaks zespół punkrockowy ze Szczecina. Grupa powstała w 2005 roku z inicjatywy Maksa Boguszewskiego - gitarzysty grupy The Junkers i Szymona "Zwierzaka" Kraczkowskiego. Początkowo grupa grała covery. W marcu 2006 roku The Freaks koncertował na przeglądzie w Słowianinie, na którym zajął drugie miejsce. 
W czerwcu tego samego roku odegrali dwa koncerty: w Zabrzu wraz z grupami The Junkers, Way Side Crew i Skunx, oraz w Szczecinie obok The Cuffs i Anti Dread. W grudniu 2006 nagrali demo wydane na składance Olifanta Świeża krew.  W listopadzie 2007 roku nagrali album 77 w skali Beauforta.

## Skład
- Szymon Kraczkowski "Zwierzak" - wokal
- Maks Boguszewski - gitara
- Patryk Foluszewski - gitara basowa
- Daniel Nowakowski - perkusja

## Dyskografia
- 2006 Świeża krew, vol. 1
- 2006 Nuda i rozkminy - demo
- 2007 77 w skali Beauforta LP - album, wyd Burning Chords Records
- 2014 Było minęło LP - nagrania zarejestrowane w 2011 roku udostępnione w internecie